# Aksaray (miasto)
Aksaray − miasto w Turcji, w Kapadocji, stolica prowincji Aksaray. Liczy 171,423 mieszkańców (2009).

## Miasta partnerskie
- Włochy, Wenecja
- Austria, Graz
- Austria, St. Pölten
- Francja, Prades
- Francja, Lons-le-Saunier
- Francja, Ajaccio
- Węgry, Hodmezovasarhelyo
- Japonia, Osaka
- Słowacja, Bańska Bystrzyca
- Słowacja, Koszyce
- Słowenia, Slovenska Bistrica
- Bułgaria, Burgas
- Rosja, Pietropawłowsk Kamczacki
- Erytrea, Dekemhare